# Peperomia asperula
Peperomia asperula là một loài thực vật có hoa trong họ Hồ tiêu. Loài này được Hutchison & Rauh miêu tả khoa học đầu tiên năm 1975.